# 坦桑尼亚国旗
坦桑尼亞國旗是一面由藍、綠兩個直角三角形和中間金黄、黑、金黄斜條組成的旗幟。其含意為
- 黑色代表人民
- 綠色代表土地
- 藍色代表海洋
- 金色代表礦產[1]

本旗採用於1964年4月21日，由坦噶尼喀和桑給巴爾的旗幟組合而成。1964年4月，坦噶尼喀和桑給巴爾統一為一個國家：坦尚尼亞聯合共和國。 
因此，兩國的國旗圖案被合併，成為一面新的國旗。坦噶尼喀國旗的綠色和黑色被保留下來，桑給巴爾國旗的藍色也保留了下來，並採用了對角線設計，「以示區別」。這種合併設計於1964年6月30日被採用。它出現在新統一國家發行的第一套郵票上。

## 历史国旗
| 旗帜 | 使用时间       | 使用                         | 备注                                                                                             |
| ---- | -------------- | ---------------------------- | ------------------------------------------------------------------------------------------------ |
|      | 1893年-1919年  | 德属东非                     | 基于黑、白、红三色的德国国旗，中间白色圆圈内是帝国之鹰。                                         |
|      | 1919年–1961年  | 坦噶尼喀领地                 | 带有英国国际联盟任务授权徽记的英国红船旗（1946年后为英国联合国托管领土）以国旗的外半部分为中心。 |
|      | 1961年–1964年  | 坦噶尼喀                     | 上下绿色带金色镶边中间为黑色的三色旗；上下代表一个绿色的田野，中央有一条金色的黑色水平带。       |
|      | 1896年–1963年  | 桑给巴尔苏丹国（英国保护国） | 一面红旗。                                                                                       |
|      | 1963年–1964年  | 桑给巴尔苏丹国               | 一个红色的字段，中间带有绿色的磁盘，中间带有两个黄色丁香。                                       |
|      | 1964年1月至4月 | 桑给巴尔人民共和国           | 蓝色、黑色和绿色的三色旗。                                                                       |

### 坦噶尼喀
- 德属东非
- 德属东非
- 德属东非
- 英国属地坦噶尼喀1919-1961
- 坦噶尼喀共和国 1961-1964

### 桑給巴爾
- 桑给巴尔苏丹国
- 英属桑给巴尔
- 桑給巴爾苏丹国 1890-1963
- 桑給巴爾苏丹国 1963-1964

#### 桑給巴爾自治區
- 桑給巴爾苏丹国 1963-1964
- 桑給巴爾人民共和国 1964
- 桑給巴爾人民共和国 1964

#### 桑給巴爾革命政府旗
- 奔巴岛革命政府旗
- 1964年启用
- 2005年启用

### 歷史政府行政旗帜
- 桑给巴尔英国驻地部长的旗帜（1952-1963）
- 坦噶尼喀总督的旗帜（1961-1962）
- 坦噶尼喀政府旗幟（1923年至1961年）
- 桑给巴尔总理旗幟（1952-1963）
- 皇家东非海军的旗帜

### 政党和組織旗帜
- 班德拉马赛人旗幟
- 坦噶尼喀非洲民族联盟
- 非洲-设拉子党